# Mónica Ojeda

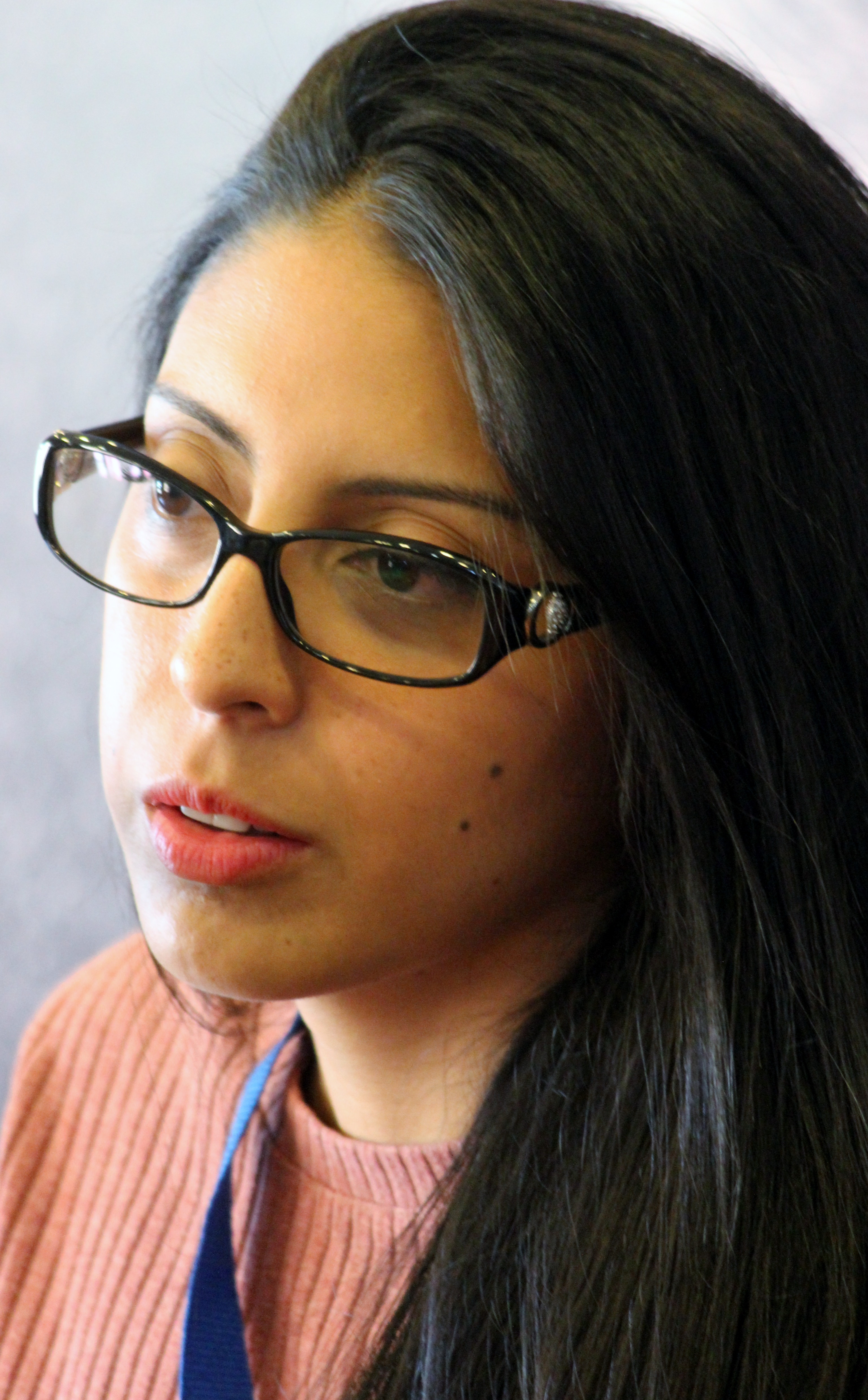
Mónica Ojeda 2018 auf der Buchmesse von Santiago de Chile

Mónica Ojeda Franco (* 17. Mai 1988 in Guayaquil) ist eine ecuadorianische Schriftstellerin. Unter anderem wurde sie mit dem Prinz-Claus-Preis und dem Premio ALBA für erzählende Kunst der Bolivarianischen Allianz für Amerika ausgezeichnet.

## Leben
Mónica Ojeda, Tochter einer Hochschul-Professorin für Literatur, fühlte sich früh selbst zum Schreiben hingezogen. Im Alter von 13 Jahren gewann sie einige Schul-übergreifende Schreibwettbewerbe. Ihre Studien an der Universidad Católica Santiago de Guayaquil schloss sie mit dem Lizenziat für Sozialwissenschaften ab. Anschließend absolvierte sie an der Universität Pompeu Fabra in Barcelona ein Master-Studium für literarisches Schaffen.
Ihr erster Roman, La desfiguración Silva, wurde 2014 mit dem Premio ALBA ausgezeichnet. Die Jury unter dem Vorsitz des Schriftstellers Abdón Ubidia lobte in ihrer Entscheidung:

«... el seguro nivel de su escritura y estilo, su compleja y acabada narrativa; la utilización de lenguajes que provienen de diversas vertientes del arte contemporáneo, y el aprovechamiento de aforismos y recursos formales que se incorporan al texto, así como la manera de encarar el tema del arte y otras expresiones populares»

„... die Sicherheit ihres Schreibens und ihres Stils, ihre komplexe und vollendete Erzählweise; die Verwendung von Sprachformen aus verschiedenen Richtungen der zeitgenössischen Kunst, die Verwendung von Aphorismen und formalen Mitteln, die sich in den Text einfügen, sowie die Art und Weise, wie sie sich dem Bereich der Kunst und anderen populären Ausdrucksformen nähert.“

Im selben Jahr gewann sie mit dem Gedichtband El ciclo de las piedras den Premio Nacional Desembarco für junge Literatur. Die Gedichte behandeln die Zerbrechlichkeit der Kindheit.
Ebenfalls im Jahr 2015 wurde ihr zweiter Roman Nefando mit einer lobenden Erwähnung beim Premio Miguel Donoso für kurze Erzählung bedacht. In Mónica Ojedas eigenen Worten untersucht Nefando:

«... las experiencias abyectas del cuerpo, experiencias conflictivas en torno a la sexualidad como un espacio no solo de placer, sino de violencia.»

„... widerwärtige Körper-Erfahrungen und konfliktbeladene Erfahrungen rund um die Sexualität als einem Raum nicht nur der Lust, sondern auch der Gewalt.“

Das Buch wurde von der spanischen Zeitung El País in die Liste der zehn Werke aufgenommen, die den Boom der lateinamerikanischen Literatur repräsentieren. Der Schriftsteller und Kritiker Alberto Olmos nannte „einen brillanten und morbiden Roman“ und hob hervor, welch großes Talent der Autorin sich in dem Roman zeige.
2017 wurde sie in die Liste Bogotá39 der  besten lateinamerikanischen Literaturschaffenden unter 40 Jahren aufgenommen. Diese Liste war im Rahmen der UNESCO World Book Capital City 2007 in Bogotá geschaffen worden. Im Januar 2018 veröffentlichte sie den Roman Mandíbula, der die Geschichte einer von Horrorgeschichten faszinierten Heranwachsenden erzählt, die von ihrer Literaturlehrerin entführt wird. El País bezeichnete ihn als einen der besten Romane der Saison.der Saison. Der Roman wurde als einer der zehn Finalisten für den Preis der Biennale Mario Vargas Llosa 2018 nominiert. 2020 wurde sie für ihr Erzählungsband Las voladoras als Finalistin des Premio de Narrativa Breve Ribera del Duero nominiert. Der Band beschäftigt sich mit sexualisierter Gewalt, Abtreibung, Sexualität und Religion in einem Stil, für den der Begriff Gótico andino geprägt wurde. Auch dieses Werk wurde von El País als eines der besten Bücher des Jahres bezeichnet, und darüber hinaus von der spanischen Ausgabe der New York Times und anderen Publikationen.
2021 wählte das britische Magazin Granta sie zu einer der 25 besten jungen Literaturschaffenden in spanischer Sprache.
Sie lehrte und lehrt Literatur an verschiedenen Universitäten und Bildungseinrichtungen, darunter die Universität Pompeu Fabra und die Universität Carlos III in Madrid.

## Werk

### Romane
- La desfiguración Silva. Cadáver exquisito, Guayaquil 2015, ISBN 978-9942-14-884-1.
- Nefando. Candaya SL, 2016, ISBN 978-84-15934-23-3.
- Mandíbula. Candaya SL, 2018, ISBN 978-84-15934-49-3.

### Dichtung
- El ciclo de las piedras. UArtes Ediciones, 2015, ISBN 978-9942-21-715-8.
- Historia de la leche. Candaya SL, 2019, ISBN 978-84-15934-83-7.

### Erzählungen
- Caninos. Einzelerzählung. Editorial Turbina, 2017, ISBN 978-9942-30-150-5.
- Las Voladoras. Erzählband. Páginas de espuma SL, 2020, ISBN 978-84-8393-282-7.

## Auszeichnungen
- 2014: Premio Alba Narrativa für La desfiguración Silva[3]
- 2015: Premio Nacional Desembarco de Poesía Emergente für El ciclo de las piedras[8]
- 2015: Ehrende Erwähnung beim Premio de Novela Corta Miguel Donoso Pareja für Nefando[22]
- 2017: Ausgewählt für die Liste Bogotá39[14]
- 2018: Finalistin beim Preis der Biennale Mario Vargas Llosa für Mandíbula[16]
- 2019: Prinz-Claus-Preis Next Generation[2]
- 2020: Finalistin beim Premio de Narrativa Breve Ribera del Duero für Las voladoras[18]